# Team (Iggy Azalea)
Team è un singolo della rapper australiana Iggy Azalea, pubblicato il 18 marzo 2016.
Il brano adotta una campionatura di un successo del 1999, Back That Thang Up, cantato dal rapper Juvenile.

## Classifiche
| Classifica (2016) | Posizione massima |
| ----------------- | ----------------- |
| Australia         | 40                |
| Canada            | 41                |
| Francia           | 89                |
| Portogallo        | 75                |
| Regno Unito       | 62                |
| Repubblica Ceca   | 60                |
| Slovacchia        | 51                |
| Stati Uniti       | 42                |